# HK G41
Le fusil d'assaut Heckler & Koch G41 a été conçu au début des années 1980 par la société allemande Heckler & Koch.

## Présentation
Le G41 dérive du HK 33 dont il constitue une version à canon rallongé. À la suite de la standardisation du magasin du M16 au sein de l'Otan, HK avait doté ce fusil d'un couloir d'alimentation et des magasins (20/30 coups) du M16A1. La dernière modification provient du nouveau profil enveloppant du garde-main.

## Diffusion
Son succès commercial fut limité puisque ce FA fut principalement vendu à l'Italie et au Portugal. Même dans ces pays il est peu employé puisque l'armée italienne lui préféra le Beretta AR-70/90 et que la majorité des troupes portugaises utilise le IMI Galil.
Face à ce constat, le HK G41 a été remplacé au milieu des années 1990 par le HK G36, qui équipe depuis la Bundeswehr.

## Versions
Outre le HK G41 à crosse fixe (G41A1) et rétractable (G41A2), la firme Heckler & Koch proposait :
- HK G41K à canon raccourci et crosse rétractable,
- HK G41TGS doté d'un lance-grenade HK 79 de 40 mm fixé sous le garde-main.

## Fiche technique HK G41K
- Munition : 5,56 mm OTAN
- Longueur totale : 93 cm
- Longueur crosse rétractée : 74 cm
- Capacité du magasin : 20, 30 ou 40 cps
- Masse à vide : 3,9 kg